# Alliopsis delioides
Alliopsis delioides este o specie de muște din genul Alliopsis, familia Anthomyiidae. A fost descrisă pentru prima dată de Fan în anul 1983. Conform Catalogue of Life specia Alliopsis delioides nu are subspecii cunoscute.